# Playa de La Concha
Het Playa de La Concha (Spaans) of Kontxa (Baskisch) ("Strand van La Concha") is het belangrijkste strand in de baai La Concha in de Spaanse stad San Sebastian. Het andere strand aan die baai is het Playa de Ondarreta en verder naar het oosten in de stad ligt het Playa de Zurriola. Playa de La Concha ligt in het centrum van de stad, in de wijk Ensanche de Cortázar en is een zandstrand van 1.350 meter lang, gemiddeld zo'n 40 meter breed en met een gemiddeld oppervlakte van 54.000 m2. Er zijn strandwachten, zeventien openbare douches en dertien kranen of waterpunten. Het strand ligt in de stad zelf en wordt intensief gebruikt. 
Al aan het eind van de 19e eeuw kwamen er toeristen naar de stad voor dit strand. Door dit tourisme werd er in 1887 een casino geopend, op de kade aan het oostelijke uiteinde van het strand. Dat gebouw doet sinds 1947 dienst als stadhuis. Halverwege het strand bevindt zich het Strandpaviljoen La Perla met kuurbaden. Vroeger was dit het strandhuis van de Spaanse koninklijke familie die de zomers doorbracht in San Sebastian. 
In 1945 landde op dit strand de Belgische collaborateur Léon Degrelle die op de vlucht was voor de geallieerden en zijn heil zocht in het Franquistische Spanje. 